# Mesoleius audax
Mesoleius audax là một loài tò vò trong họ Ichneumonidae.